# Рябокінь Василь Федорович
Василь Федорович Рябокінь (Рябоконь) (1890, станиця Новомиколаївська, Таманський відділ, Кубанська область, Російська імперія — жовтень 1925, Катеринодар) — діяч козацького повстанського руху на Кубані.

## Біографія
Родом з кубанської козацької родини. Службу почав в Полтавському полку в Тифлісі. У 1918 р. повернувся у рідні місця, був членом Лебединської ради, однак через розбіжності з більшовиками одразу після приходу білих прилучився до білого руху, був зарахований у Другій Уманський полк. У 1920 р. червоні зайняли його рідні місця і вбили його батьків. Сам Рябокінь переховувався до приходу врангелівського десанту в серпні 1920 р., до якого прилучився. Був командиром 3-ї сотні полку «Порятунок Кубані» полковника С. В. Скакуна.
При відступі білих, за дорученням генерала С. Улагая, сформував антирадянську повстанську групу, яка в 1920—1925 рр. здійснювала нальоти на хутори і знищувала червоних активістів.
В ході операції, яку організував чекіст І. Малкін, загін був розгромлений восени 1925 р., а Рябокінь був засуджений і розстріляний у жовтні того ж року.